# Frederick Abberline
Frederick George Abberline (ur. 8 stycznia 1843 w Blandford Forum w hrabstwie Dorset, zm. 10 grudnia 1929) – angielski detektyw Scotland Yardu, śledczy z okresu poszukiwania Kuby Rozpruwacza.

## Sprawa Kuby Rozpruwacza
W tropienie seryjnego mordercy zaangażowany był już od śmierci pierwszej ofiary Mary Ann Nichols. Nigdy nie udało mu się złapać mordercy, ale zasłynął w całej Wielkiej Brytanii jako synonim wytrwałego i całkowicie oddanego swojej pracy detektywa.
Jako jeden z nielicznych nie ograniczał się do ogólnie przyjętych tez na temat osoby mordercy, ale korzystał z różnych technik, rozważał wszystkie możliwości. Jako pierwszy wystosował też tezę, że Kuba Rozpruwacz może być kobietą.

## Śmierć
Frederick Abberline, niegdyś najsłynniejszy detektyw w Wielkiej Brytanii, umarł w 1929 roku, będąc na skraju nędzy. Pochowano go bez nagrobka i dopiero po prawie 100 latach od jego śmierci londyńska policja postanowiła uczcić pamięć zasłużonego detektywa pomnikiem.

## Kultura masowa
Postać angielskiego tropiciela Kuby Rozpruwacza jest głównym bohaterem filmu Z piekła rodem, a w jego rolę wcielił się Johnny Depp. Abberline występuje w grze Assassin’s Creed: Syndicate jako kompan i sojusznik głównych bohaterów.